# 机场站 (温州市)
机场站是温州轨道交通S1线与S2线的市域铁路车站，是一个换乘站，位于中华人民共和国浙江省温州市龙湾区温州龙湾国际机场T2航站楼前综合交通枢纽地下。S1线车站于2019年9月28日开通，S2线车站于2023年8月26日开通。该站为目前温州轨道交通系统两个换乘站之一，同时也是该系统唯一的同台换乘站。

## 车站结构
机场站设置于龙湾国际机场T2航站楼前交通枢纽综合体正下方，总建筑面积约3.1万平方米，为地下两层一岛两侧站台车站，车站地下一层为站厅层，地下二层为站台层，其中S1线往桐岭站方向与S2线往清东路站方向共同使用车站中部的岛式站台，构成反向同台换乘，S1线往双瓯大道站与S2线往东山站分别使用车站西侧与东侧的侧式站台，需经过站厅换乘。两线在车站南侧均设有一条单渡线。
| 地面              | 出入口 | 1、4出入口、机场交通枢纽 |
| 地下一层          | 站厅   | 客服中心、自动售票机、验票机 |
| 地下二层          | 站台层 | \| 側式 · 開左邊车门 \| \| \| \| \| \| █ S1线往双瓯大道（灵昆） \| \| \| \| █ S1线往桐岭（永中） \| \| 島式 · 開左邊车门 \| \| \| \| \| \| █ S2线往清东路（灵昆） \| \| \| \| █ S2线往东山（永兴） \| \| 側式 · 開左邊车门 \| \| \| |
| 側式 · 開左邊车门 |        | |
|                   |        | █ S1线往双瓯大道（灵昆） |
|                   |        | █ S1线往桐岭（永中） |
| 島式 · 開左邊车门 |        | |
|                   |        | █ S2线往清东路（灵昆） |
|                   |        | █ S2线往东山（永兴） |
| 側式 · 開左邊车门 |        | |

## 车站出口
机场站目前开放2个出入口，同时车站站厅中部设有前往龙湾机场T2航站楼的联络通道，可通往T2航站楼地下，各出口及周围设施如下所示：
| 出口编号               | 照片 | 地点     | 可到达目的地             |
| ---------------------- | ---- | -------- | ------------------------ |
| 出口 · 1L · 升降机标志 |      | 空港二路 | 温州龙湾国际机场T2航站楼 |
| 出口 · 4L              |      | 空港二路 | 温州龙湾国际机场T2航站楼 |
| 註： 設有              |      |          |                          |

## 接驳交通

### 航空
- 温州龙湾国际机场T2航站楼

### 机场巴士
- 机场大巴福鼎线、机场大巴文成线、机场大巴灵溪线、机场大巴乐清虹桥线、机场大巴龙港线、机场大巴汽车南站线、机场大巴青田线、机场大巴台州路桥线、机场大巴温岭线、机场大巴洞头线、机场大巴秦屿太姥山线、机场大巴玉环线、机场大巴泰顺线、机场大巴柘荣线、机场大巴寿宁线

### 公交车
- 龙湾国际机场T2航站楼：73路、149路

## 车站历史
- 2019年9月28日，车站随S1线一期东段通车开通[1]。
- 2023年8月26日，S2线工程通车运营，车站成为换乘车站[2]。

## 图集
- 车站与机场航站楼联络通道
- S1线侧式站台
- 车站站厅